# Stubbe – Von Fall zu Fall: Auf dünnem Eis
Auf dünnem Eis ist ein deutscher Fernsehfilm von Jörg Grünler aus dem Jahr 2008. Es handelt sich um den vierunddreißigste Filmbeitrag der ZDF-Kriminalfilmreihe Stubbe – Von Fall zu Fall mit Wolfgang Stumph in der Titelrolle.

## Handlung
Bei einem Banküberfall in Hamburg-Uhlenhorst erbeutet der maskierte Räuber 80.000 Euro und tötet eine Kundin. Auch eine Bankangestellte wird schwer verletzt. Die Kommissare Stubbe und Zimmermann werden verständigt und treffen am Tatort auf den Raubdezernatschef Matthias Gerber, der in diesem Fall mit den Kriminalbeamten zusammenarbeiten muss. Gerber zeigt sich darüber wenig erfreut und sieht eine Übereinstimmung zu früheren Fällen. Stubbe hat jedoch Zweifel, dass es sich um einen Serientäter handelt. Nicht nur der Schusswaffengebrauch war neu, auch einige andere Details passen für ihn nicht zu den vergangenen Überfällen. Zudem ist Stubbe nach Durchsicht der Überwachungsbänder davon überzeugt, dass die Bankangestellte Britta Kilian den Täter erkannt hat und dieser deshalb auf sie geschossen hatte. Nach Analyse der Umstände des Überfalls halten es Stubbe und Zimmermann für sehr wahrscheinlich, dass der Täter ein Insider und womöglich selber Angestellter der Bank ist. Nur so konnte er wissen, dass an diesem Tag besonders viel Geld in der Kasse war und einige Angestellte aus Krankheitsgründen gefehlt hatten. Zuvor gab es sogar einen Sicherheitskurs zum Verhalten bei einem Banküberfall, sodass der Täter womöglich wusste, worauf er besonders achten muss, um sich nicht zu verraten. Allerdings halten Stubbe und Zimmermann es nicht für ausgeschlossen, dass ihr Kollege Gerber ihnen etwas verheimlicht. Nachdem er vor zwei Jahren im Einsatz einen 14-jährigen Jungen erschossen hatte und seinen Dienst beim SEK quittierte, benimmt er sich seinen neuen Kollegen gegenüber mehr als verdächtig. Immer wieder hält er Informationen zurück und auch er kannte die Bank von der Schulung. Die hatte er selber durchgeführt, weil er im Zweitjob für eine Sicherheitsfirma arbeitet, um seine Schulden aufzuarbeiten, die er seit dem Bau eines Eigenheims hat. Stubbe provoziert Gerber bewusst, um ihn aus der Reserve zu locken. Doch verkennt er den Mann, denn durch dessen Vergangenheit ist Gerber nur übereifrig, um ja nie wieder einen Fehler im Dienst zuzulassen.
So gerät der Bankbeamte Werner Hofstetter ins Visier der Ermittler. Er zeigte sich sehr besorgt um seine verletzte Kollegin und Stubbe ahnt nun auch warum. Britta Kilian hatte Hofstetter tatsächlich erkannt, aber weil sie seit Jahren heimlich in ihn verliebt ist, hatte sie ihn nicht verraten. Als Hofstetter sie im Krankenhaus aufsuchen will, nehmen ihn die Beamten fest.

## Hintergrund
Der Film wurde unter dem Arbeitstitel Neun Leben hat die Katze in Hamburg und Umgebung gedreht und am 20. Dezember 2008 um 20:15 Uhr im ZDF erstausgestrahlt.

## Kritik
Für die Kritiker der Fernsehzeitschrift TV Spielfilm war der Stubbe-Fall Auf dünnem Eis „trotz Stubbes schnarchiger Vater-Tochter-Konflikte […] solide inszeniert und spannend bis zum Schluss“ und sie vergaben dem Film ihre bestmögliche Wertung (Daumen nach oben).